# 磯崎憲一郎
磯崎憲一郎（1965年2月28日—），日本小說家。出身於千葉縣我孫子市。

## 生平
磯崎憲一郎畢業於東京都立上野高等學校、早稻田大學商學部。現任職於三井物產，40歲開始才一邊從事工作，一邊寫小說。2007年憑《緊要的孩子》獲第44回文藝賞。2008年憑《眼與太陽》成為芥川賞候補；2009年因《最終的棲身處》榮獲第141回芥川賞。2020年以『日本蒙昧前史』得到第56回谷崎潤一郎獎。

## 作品列表

### 單行本
- 緊要的孩子（肝心の子供，2007年11月、河出書房新社、ISBN 9784309018355）
  - 初出：《文藝》2007年冬季號
- 眼與太陽（眼と太陽，2008年、河出書房新社）
- 世紀的發現（世紀の発見，2009年、河出書房新社）　
  - 世紀的發現（《文藝》2008年秋季號）
  - 絵画（《群像》2009年5月號）

### 單行本未收錄作品
- 最終的棲身處（終の住処，《新潮》2009年6月號）
  - 獲得第141回芥川賞